# Cytherea brevirostris
Cytherea brevirostris är en tvåvingeart som först beskrevs av Olivier 1811.  Cytherea brevirostris ingår i släktet Cytherea och familjen svävflugor. Inga underarter finns listade i Catalogue of Life.